# Korsikansk bergsalamander
Korsikansk bergsalamander (Euproctus montanus)  är ett stjärtgroddjur i familjen salamandrar.

## Utseende
Den korsikanska bergsalamandern är en liten salamander med en längd mellan 8 och 10 cm och platt, avrundat huvud med tydliga parotidkörtlar. Huden är vårtig i landfasen, men slät i vattenfasen. Arten saknar lungor, och andas endast genom huden. Färgen på ovansidan är mycket variabel; mörkbrunt är vanligast, men den kan också vara mörkgrön, färgad i olika brungula nyanser, grön- eller gråspräcklig. Olika fläckiga mönster är också vanliga. Hanens kloak har ett penisformat parningsorgan.

## Vanor
Arten lever på höjder från havsytan till 2 260 m. I vattenfasen lever den främst i ej för grunda bäckar, bergsbäckar och sjöar. Den är mycket känslig för föroreningar. På land finns den i macchia och skog med tillgång till vatten. Den gömmer sig gärna under stenar, och på land även under fallna trädstammar och bland rötter, speciellt från kastanjeträd. 

### Fortplantning
Arten leker två gånger per år på lägre höjder, mars–juni och september–oktober. Med växande höjd närmar sig perioderna alltmer, tills de sammanfaller till en, juli–augusti på de högsta höjderna. Parningen sker vanligtvis på land, där hanen söker upp en lämplig hona och biter henne i svansen, varpå han böjer sig så att hans kloak kommer över hennes. Parningen kan vara i upp till 4 timmar, och som mest två spermatoforer kan överföras. Honan lägger därefter mellan 20 och 60 ägg (oftast inte fler än 35) per parningssäsong. Larvutvecklingen tar mellan 8 och 9 månader.

## Utbredning
Den korsikanska bergsalamandern finns endast på den franska ön Korsika.